# Nemi önkifejezés
A nemi önkifejezés vagy nemi kifejezés (gender expression) egy ember viselkedésének, beszédmódjának, megjelenésének az a része, amellyel társadalmi nemét fejezi ki, illetve amit mások annak kifejeződésének értelmeznek. Hagyományosan a femininitás és maszkulinitás skáláján helyezik el, ám többféle fogalomrendszer létezik (fluid, nem bináris stb.). Ez az önkifejezési mód, illetve annak befogadása összefügg az adott társadalom kulturálisan mélyen rögzült, különböző mértékben merev és szexista nemi szerepeivel és nemi sztereotípiáival.

## A nemi önkifejezés jelentése
A nemi önkifejezés általánosságban egy személy nemi identitását is tükrözi (a saját neméről vallott elképzeléseit), de ez nem minden esetben igaz. Például előfordulhat, hogy valaki női nem identitással rendelkezik, ám "férfiasan" öltözködik, tehát nemi önkifejezése inkább maszkulin jellegű. A nemi önkifejezés független az egyén szexuális irányultságától vagy attól, hogy születésekor milyen neműként sorolták be. Az olyan nemi önkifejezést, amely az egyén külsőleg észlelt társadalmi nemére nézve nem tipikus, gender-nonkonformnak is nevezik.
Férfiak és fiúk esetében a tipikus nemi önkifejezést  gyakran "férfiasként" (maszkulin) jellemzik, míg a kevésbé jellemző kifejezésre "nőiesként" is szoktak hivatkozni. Atipikus önkifejezésű lányokra "fiús lányként" (tomboy) is hivatkoznak. Nőknél a nem tipikus és a tipikus kifejezéspár a butch és femme, amelynek első része a férfias nőre vonatkozik, a másik pedig a nőiesre (feminin). Az olyan nemi önkifejezést, amelyben tipikus és nem tipikus jegyek keverednek, androgünnek nevezik. A nemi önkifejezés azt a típusát, amely sem nem tipikusan férfias, sem nem tipikusan nőies, gendersemlegesnek vagy nemsemlegesnek hívják.

## Fordítás
- Ez a szócikk részben vagy egészben  a   Gender expression című angol Wikipédia-szócikk ezen változatának fordításán alapul.  Az eredeti cikk szerkesztőit annak laptörténete sorolja fel. Ez a jelzés csupán a megfogalmazás eredetét és a szerzői jogokat jelzi, nem szolgál a cikkben szereplő információk forrásmegjelöléseként.

## Külső hivatkozások
- Bauer Flóra és Heltai Júlia: Nem, nemi identitás, önkifejezés és vonzalom Archiválva 2018. június 15-i dátummal a Wayback Machine-ben
- Separating Out Gender Identity from Gender Expression